# Supernatural highways
Supernatural highways is een minialbum of ep van Rocket Scientists, de muziekgroep rondom Erik Norlander. Het werd opgenomen vanwege het twintigjarig jubileum van Earthbound, het eerste studioalbum van Rocket Scientists uit 1993. De opnamen vonden grotendeels plaats in Norlanders geluidsstudio te El Dorado Hills, Californië. Het album is instrumentaal. Track 2 is een cover van het titelnummer van On her majesty's secret service, filmmuziek van de gelijknamige Bondfilm. De componist was John Barry.

## Musici
- Erik Norlander – toetsinstrumenten
- Mark McCrite – gitaar
- Don Schiff – basgitaar (via NS/Stick), cello

Met
- Gregg Bissonette – slagwerk
- Greg Ellis – percussie (1)
- Jon Papenbrook – trompet (2)
- Eric Jorgensen – trombone (2)
- Lana Lane - zangstem (2)

## Muziek
| Nr. | Titel                                            | Duur  |
| --- | ------------------------------------------------ | ----- |
| 1.  | Traveler on the supernatural highways (deel 1-7) | 26:09 |
| 2.  | On het majesty’s secret service                  | 4:14  |